# Maurupt-le-Montois
Maurupt-le-Montois est une commune française, située dans le département de la Marne en région Grand Est. Les habitants de Maurupt-le-Montois s'appellent les Mauruptois et les Mauruptoises.

## Géographie

### Localisation
Maurupt-le-Montois se trouve au sud-est du département de la Marne, en région Grand Est. La commune appartient à la région agricole du Perthois.
La commune de Maurupt-le-Montois s'étend sur une superficie de 1 812 hectares. Sur son territoire, l'altitude varie de 122 à 173 mètres. Le village de Maurupt-le-Montois, au nord de la commune, est traversé par la Bruxenelle. Le sud du territoire est boisé, occupé par le Bois de Maurupt et le Grand Bois d'Amboise.
Par la route, Maurupt-le-Montois se situe à 54 km de Châlons-en-Champagne, préfecture de la Marne, à 30 km de Bar-le-Duc, préfecture de la Meuse, à 24 km de Vitry-le-François, sa sous-préfecture de rattachement, à 18 km de Saint-Dizier, principale ville de la Haute-Marne, et à 8 km de Sermaize-les-Bains, bureau centralisateur du canton de Sermaize-les-Bains dont dépend Maurupt-le-Montois depuis 2015. La commune fait en outre partie du bassin de vie de Revigny-sur-Ornain, commune de la Meuse distante de 18 km par la route.
Maurupt-le-Montois est limitrophe de 9 communes :
| Bignicourt-sur-Saulx Étrepy      | Pargny-sur-Saulx   |                          |
| Blesme Saint-Lumier-la-Populeuse | Maurupt-le-Montois | Cheminon                 |
| Saint-Vrain Scrupt               |                    | Trois-Fontaines-l'Abbaye |

### Hydrographie
La commune est dans la région hydrographique « la Seine de sa source au confluent de l'Oise (exclu) » au sein du bassin Seine-Normandie. Elle est drainée par la Bruxenelle, le ruisseau de l'Étang la Vieille, la Fossé de l'Étang, la Fossé de l'Étang Gerard, le Fossé du Cerf Mourant, le canal 01 du Pommier, le Fossé 01 de l'Étang du Gris Mansard, le Fossé 01 de l'Homme Mort, le Fossé 01 des Cordes, le Fossé 01 du Bois d'Amboise, le Fossé 01 du Poirier de la Colonne, le Fossé 02 du Bois l'Abbé et le ruisseau du Gohan,.
La Bruxenelle, d'une longueur de 40 km, prend sa source dans la commune de Trois-Fontaines-l'Abbaye et se jette  dans la Saulx à Vitry-en-Perthois, après avoir traversé douze communes. 
Deux plans d'eau complètent le réseau hydrographique : l'étang de Jean (1,2 ha) et l'étang de Pargny (2,5 ha),.

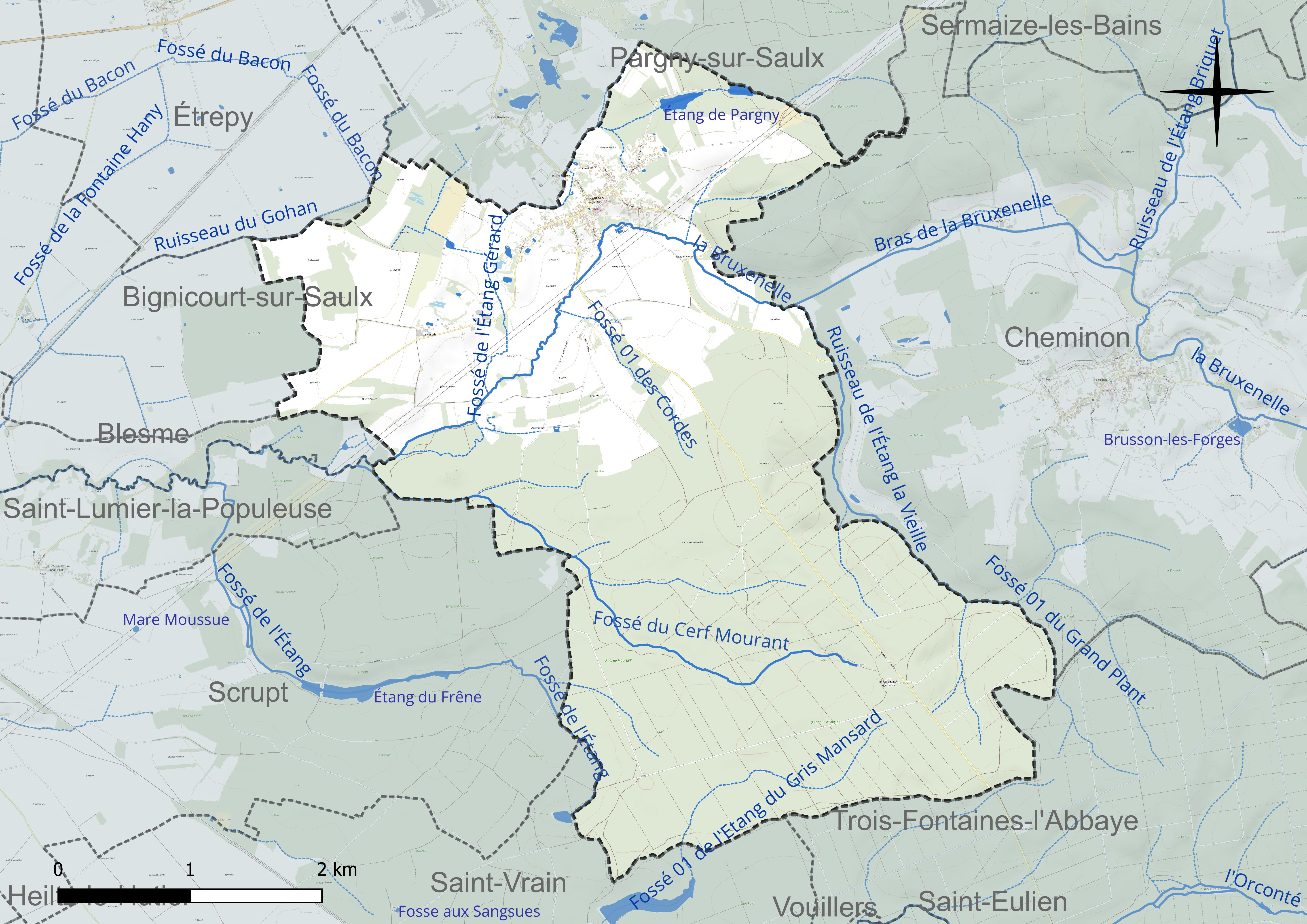
Réseau hydrographique de Maurupt-le-Montois.

### Climat
Pour des articles plus généraux, voir Climat du Grand Est et Climat de la Marne.
En 2010, le climat de la commune est de type climat des marges montargnardes, selon une étude du Centre national de la recherche scientifique s'appuyant sur une série de données couvrant la période 1971-2000. En 2020, Météo-France publie une typologie des climats de la France métropolitaine dans laquelle la commune est exposée à un climat océanique altéré et est dans la région climatique  Lorraine, plateau de Langres, Morvan, caractérisée par un hiver rude (1,5 °C), des vents modérés et des brouillards fréquents en automne et hiver. 
Pour la période 1971-2000, la température annuelle moyenne est de 10,5 °C, avec une amplitude thermique annuelle de 15,8 °C. Le cumul annuel moyen de précipitations est de 850 mm, avec 13 jours de précipitations en janvier et 8,9 jours en juillet. Pour la période 1991-2020, la température moyenne annuelle observée sur la station météorologique de Météo-France la plus proche, « Saint-Dizier », sur la commune de Saint-Dizier à 14 km à vol d'oiseau, est de 11,6 °C et le cumul annuel moyen de précipitations est de 794,5 mm. 
La température maximale relevée sur cette station est de 41,4 °C, atteinte le 25 juillet 2019 ; la température minimale est de −22,5 °C, atteinte le 14 février 1956,,. 
Les paramètres climatiques de la commune ont été estimés pour le milieu du siècle (2041-2070) selon différents scénarios d'émission de gaz à effet de serre à partir des nouvelles projections climatiques de référence DRIAS-2020. Ils sont consultables sur un site dédié publié par Météo-France en novembre 2022.

## Urbanisme

### Typologie
Au 1er janvier 2024, Maurupt-le-Montois est catégorisée commune rurale à habitat dispersé, selon la nouvelle grille communale de densité à sept niveaux définie par l'Insee en 2022.
Elle est située hors unité urbaine. Par ailleurs la commune fait partie de l'aire d'attraction de Saint-Dizier, dont elle est une commune de la couronne,. Cette aire, qui regroupe 72 communes, est catégorisée dans les aires de 50 000 à moins de 200 000 habitants,.

### Occupation des sols
L'occupation des sols de la commune, telle qu'elle ressort de la base de données européenne d’occupation biophysique des sols Corine Land Cover (CLC), est marquée par l'importance des forêts et milieux semi-naturels (64,5 % en 2018), en diminution par rapport à 1990 (65,9 %). La répartition détaillée en 2018 est la suivante : 
forêts (57,2 %), prairies (20,6 %), terres arables (11,7 %), milieux à végétation arbustive et/ou herbacée (7,3 %), zones urbanisées (2,5 %), zones agricoles hétérogènes (0,7 %). L'évolution de l’occupation des sols de la commune et de ses infrastructures peut être observée sur les différentes représentations cartographiques du territoire : la carte de Cassini (XVIIIe siècle), la carte d'état-major (1820-1866) et les cartes ou photos aériennes de l'IGN pour la période actuelle (1950 à aujourd'hui).

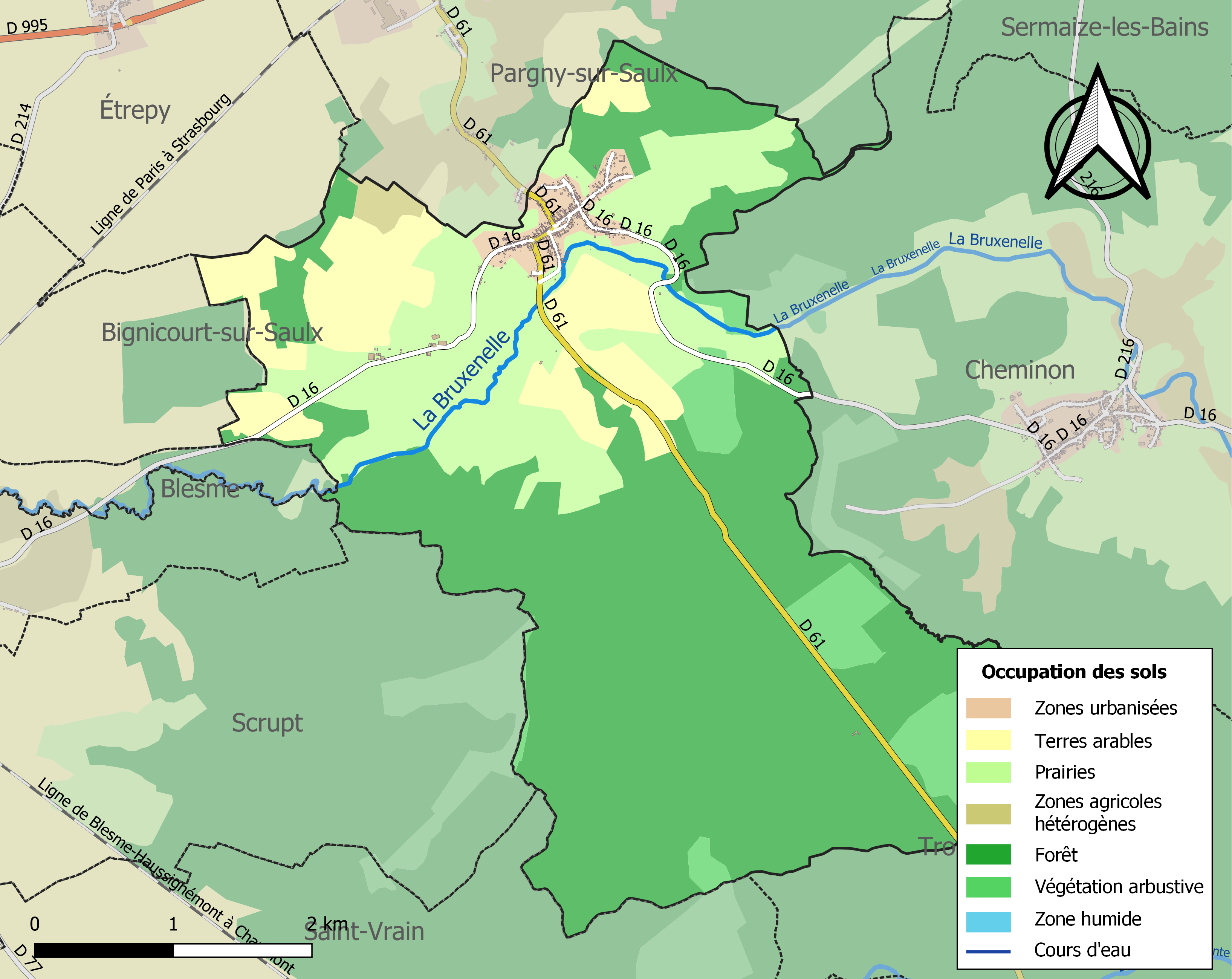
Carte des infrastructures et de l'occupation des sols de la commune en 2018 (CLC).

## Toponymie
Le nom de la localité est attesté sous les formes Malru en 1174, Malus Rivus en 1179, Maurupt en 1793 et 1801, Maurupt-le-Montoy en 1835.
Comme pour les autres noms en -rupt, cet élément est une graphie tardive d'après un rapprochement  étymologique erroné avec le latin ruptus, alors qu'il s'agit d'un mau ru, autrement dit « mauvais ruisseau »
Le Montois est une petite région naturelle, en Île-de-France.

## Histoire
Maurupt-le-Montois comptait quelques tuileries ces deux derniers siècles, tout comme sa commune voisine de Pargny-sur-Saulx. La commune a été rasée à 90 % lors de la Première Guerre mondiale.

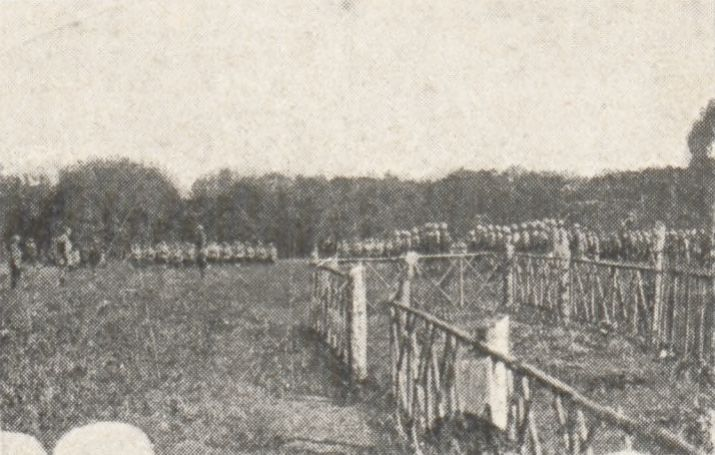
Juillet 1917, remise de décorations.
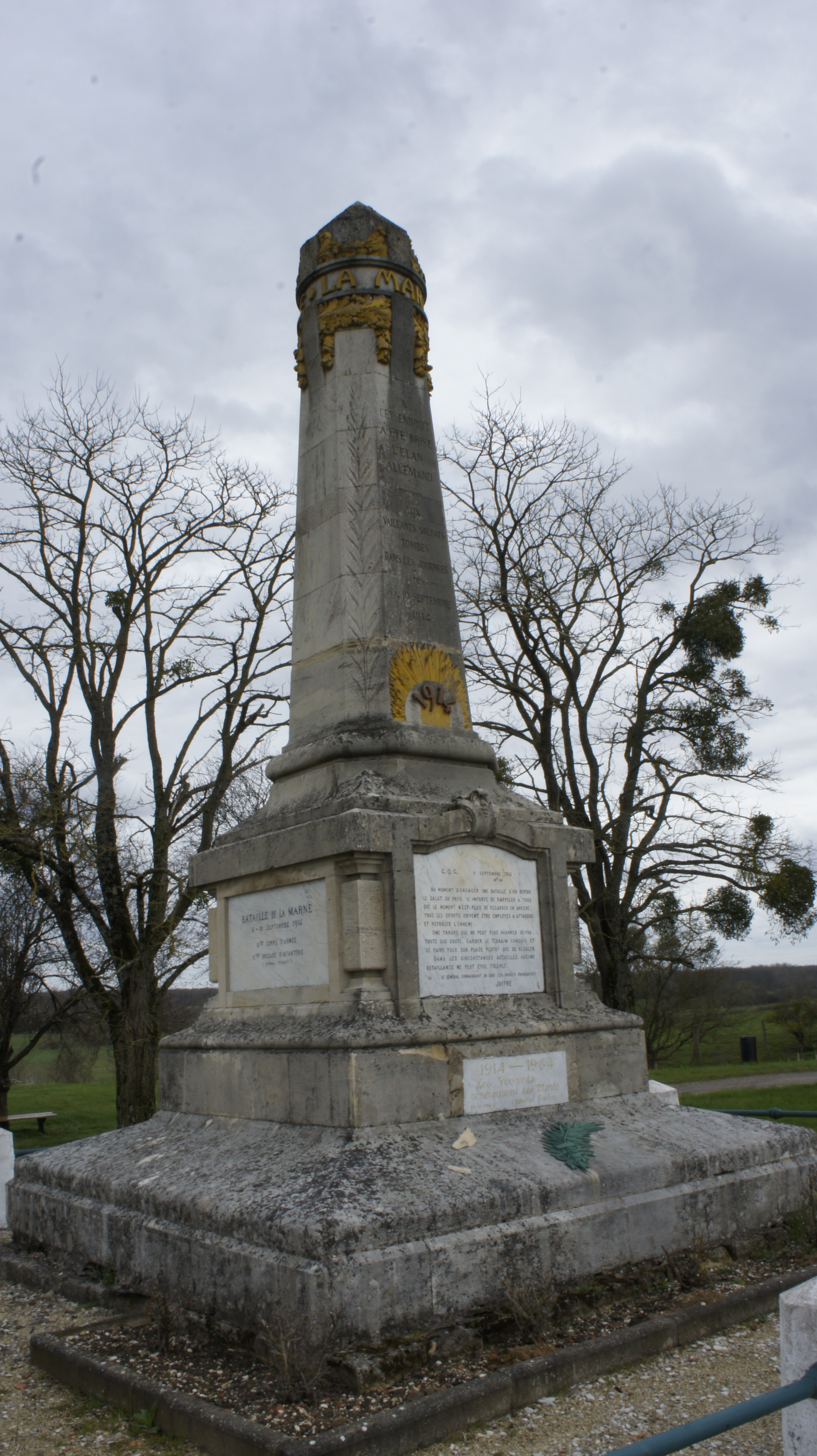
À cet endroit a été brisé l'assaut allemand, 6 au 10 septembre 1914.

## Politique et administration

### Situation administrative
Lors de sa création, la commune est comprise dans le canton d'Étrepy. En 1801, elle rejoint celui de Thiéblemont, qui devient au milieu du XIXe siècle le canton de Thiéblemont-Farémont, dans l'arrondissement de Vitry-le-François. Dans le cadre du redécoupage cantonal de 2014 en France, la commune fait désormais partie du canton de Sermaize-les-Bains.

### Liste des maires
| Période                                  | Période                  | Identité          | Étiquette | Qualité |
| ---------------------------------------- | ------------------------ | ----------------- | --------- | ------- |
| Les données manquantes sont à compléter. |                          |                   |           |         |
| avant 1877                               | après 1879               | Denizot           |           |         |
| 2001                                     | 2014                     | Catherine Giraldo |           |         |
| 2014                                     | 2020                     | Michèle Gillet    |           |         |
| 26/05/2020                               | En cours (au 26/05/2020) | Jérôme Roussel    |           |         |

## Équipements et services publics

### Eau et déchets
Par convention entre la communauté d'agglomération et le Syndicat mixte du Sud-Est Marnais (SYMSEM), les habitants de Maurupt-le-Montois ont accès aux déchèteries du SYMSEM (notamment à Pargny-sur-Saulx).

### Postes et télécommunications
La commune dispose d'une agence postale communale, installée rue de l'église et équipée d'une boîte aux lettres de La Poste.

### Justice, sécurité et secours
Du point de vue judiciaire, Maurupt-le-Montois relève du conseil de prud'hommes, du tribunal de commerce, du tribunal judiciaire, du tribunal paritaire des baux ruraux et du tribunal pour enfants de Châlons-en-Champagne, dans le ressort de la cour d'appel de Reims. Pour le contentieux administratif, la commune dépend du tribunal administratif de Châlons-en-Champagne et de la cour administrative d'appel de Nancy.
Maurupt-le-Montois est située en secteur Gendarmerie nationale et dépend de la brigade de Sermaize-les-Bains.
En matière d'incendie et de secours, la caserne la plus proche est celle de Sermaize-les-Bains, rattachée au Service départemental d'incendie et de secours (SDIS) de la Marne. 

## Démographie
L'évolution du nombre d'habitants est connue à travers les recensements de la population effectués dans la commune depuis 1793. Pour les communes de moins de 10 000 habitants, une enquête de recensement portant sur toute la population est réalisée tous les cinq ans, les populations de référence des années intermédiaires étant quant à elles estimées par interpolation ou extrapolation. Pour la commune, le premier recensement exhaustif entrant dans le cadre du nouveau dispositif a été réalisé en 2007.

En 2022, la commune comptait 534 habitants, en évolution de −7,93 % par rapport à 2016 (Marne : −1,19 %, France hors Mayotte : +2,11 %).
| 1793 | 1800 | 1806 | 1821 | 1831 | 1836 | 1841 | 1846 | 1851 |
| ---- | ---- | ---- | ---- | ---- | ---- | ---- | ---- | ---- |
| 500  | 513  | 477  | 526  | 579  | 636  | 680  | 720  | 728  |

| 1856 | 1861 | 1866 | 1872 | 1876 | 1881 | 1886 | 1891 | 1896 |
| ---- | ---- | ---- | ---- | ---- | ---- | ---- | ---- | ---- |
| 746  | 734  | 680  | 664  | 690  | 705  | 679  | 673  | 703  |

| 1901 | 1906 | 1911 | 1921 | 1926 | 1931 | 1936 | 1946 | 1954 |
| ---- | ---- | ---- | ---- | ---- | ---- | ---- | ---- | ---- |
| 670  | 690  | 689  | 514  | 595  | 599  | 578  | 638  | 655  |

| 1962 | 1968 | 1975 | 1982 | 1990 | 1999 | 2006 | 2007 | 2012 |
| ---- | ---- | ---- | ---- | ---- | ---- | ---- | ---- | ---- |
| 676  | 650  | 571  | 600  | 605  | 556  | 564  | 566  | 568  |

| 2017 | 2022 | - | - | - | - | - | - | - |
| ---- | ---- | - | - | - | - | - | - | - |
| 582  | 534  | - | - | - | - | - | - | - |

## Culture et patrimoine

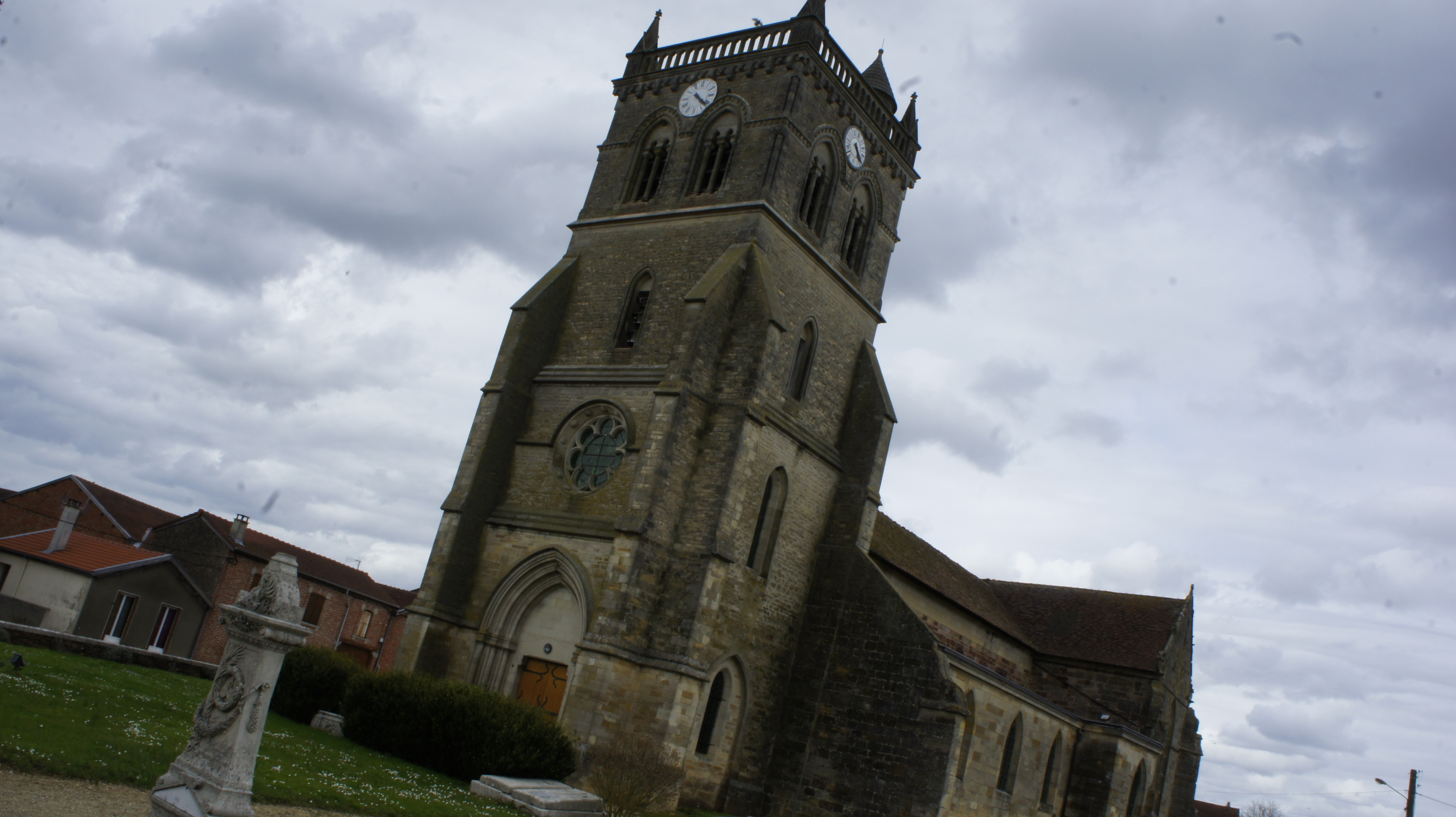
L'église de l'Assomption.

### Lieux et monuments
- L'église de l'Assomption date des XIIe et XVIe siècles[41]. Elle est classée monument historique en 1875 (classement par liste)[42].

Son maître autel et les murs du cimetière classés[réf. nécessaire]
- Un lavoir du XIXe siècle.
- La Nécropole nationale de Maurupt-le-Montois.
- Un monument est construit à l'endroit où les Allemands ont été arrêtés en 1914, lors de la première bataille de la Marne. Les combats qui ont eu lieu sur le sol communal ont détruit 90 % du village.

### Personnalités liées à la commune
- Émile Engel, cycliste professionnel mobilisé en tant que caporal au 72e régiment d'infanterie. Il est tué par l'ennemi à Maurupt le 10 septembre 1914[43].
- Étienne Burnet, médecin et bactériologiste français né le 11 octobre 1873 à Maurupt-le-Montoy. Membre de l'Institut Pasteur à Tunis. Il meurt le 20 décembre 1960 à Tunis. En 1961, à la demande du gouvernement tunisien, Burnet est inhumé dans le jardin de l'Institut Pasteur de Tunis.
- Charles Eggermann (1907-1966), militaire français, membre des Forces françaises libres et auteur de plusieurs livres. La commune de Maurupt-le-Montois a donné son nom à la salle des fêtes (Complexe Charles-Eggermann).

### Héraldique
| Armes de Maurupt-le-Montois. | Les armes de la commune se blasonnent ainsi : d'azur au chevron d'or chargé de trois molettes de sable, accompagné de trois roses d'argent. |